# Ispravnic
Ispravnic este un termen care desemna o dregătorie în Evul Mediu românesc ce se ocupa de ascultarea față de legi.